# Euscelidia hyalina
Euscelidia hyalina är en tvåvingeart som beskrevs av Dikow 2003. Euscelidia hyalina ingår i släktet Euscelidia och familjen rovflugor.
Artens utbredningsområde är Tchad. Inga underarter finns listade i Catalogue of Life.